# Langerra oculina
Langerra oculina är en spindelart som beskrevs av Zabka 1985. Langerra oculina ingår i släktet Langerra och familjen hoppspindlar. Inga underarter finns listade i Catalogue of Life.